# Reflux hépato-jugulaire
Le reflux hépato-jugulaire est en médecine un signe physique d'insuffisance cardiaque droite.
Il est découvert par cette manœuvre[image souhaitée] :
- on met le patient en décubitus dorsal, le dos positionné à 30 degrés vers le haut par rapport à l'horizontale,
- on demande au patient de regarder vers la gauche pour que la partie droite du cou soit découverte,
- on appuie fortement sur le foie qui se trouve dans l'hypochondre droit et l'on regarde s'il y a un reflux dans la veine jugulaire externe droite.

Lorsque l'on va appuyer sur le foie le sang va remonter dans le cœur droit, étant insuffisant la pression dans celui-ci va être trop importante. Le sang reflue alors dans la veine jugulaire et va donc la dilater. 
Le signe est positif s'il y a reflux et que la veine jugulaire est visible de par son gonflement plusieurs secondes après avoir appuyé sur le foie. 